# Basaravalli, Chikmagalur
Basaravalli là một làng thuộc tehsil Chikmagalur, huyện Chikmagalur, bang Karnataka, Ấn Độ.